# Anne de Poméranie
 Anne de Poméranie (polonais: Anna Pomorska), née en 1492 et morte le 25 avril 1550, est une princesse polonaise qui règne comme douairière sur le duché de Lubin (allemand: Lüben) en Silésie de 1521 à sa mort.

## Biographie
Anne de Poméranie est une fille du duc Bogusław X de Poméranie et de sa seconde épouse Anne Jagellon, la fille du roi Casimir IV. Le 9 juin 1516 elle épouse le duc Georges Ier de Brzeg. Leur union reste stérile. Toutefois, elle reçoit comme douaire ou Oprawa wdowia pour son veuvage la cité et le duché de Lubin en allemand Lüben ou elle règne jusqu'à sa mort.